# Cafétheater

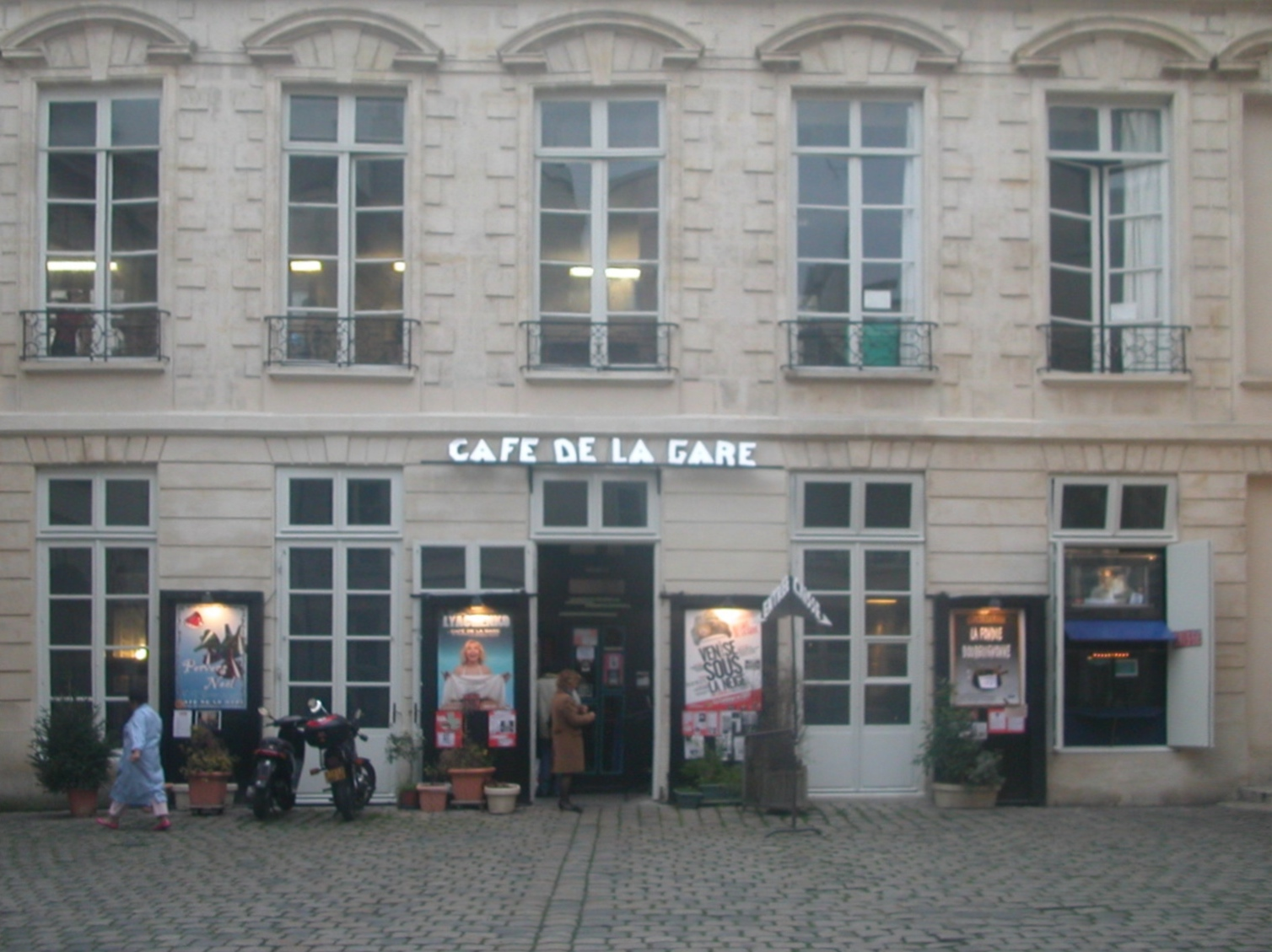
Das Café de la Gare, eines der traditionsreichsten Cafétheater in Paris

Das Cafétheater ist eine Form der Kleinkunstbühne, bei der Theater im Kaffeehaus gespielt wird. Es entstand unter der Bezeichnung café-théâtre im Paris der 1960er Jahre.

## Geschichte
Wer das Cafétheater begründete, ist umstritten. Der Dramatiker Bernard Da Costa veranlasste 1966 beim Pariser Wirt Michel Guiton eine Aufführung seines Stücks Trio pour deux canaris, was gemeinhin als Gründungsdatum des Cafétheaters gesehen wird. Alternativ kann das Cafétheater als ein parallel auftretendes Phänomen im Paris der 1960er Jahre gesehen werden. Die Theaterform des Cafétheaters ist allerdings bereits 1958 in New York bezeugt, als der Kaffeehausbesitzer Joe Cino in Greenwich Village jungen Schauspielern erlaubte, vor seinen Gästen Theater zu spielen – was jedoch zumeist als Pioniertat des Off-Off-Broadway-Theaters, nicht des Cafétheaters gilt.
In Paris gab es bis 1970 rund ein Dutzend Cafétheater mit hoher Fluktuation, danach wurden es deutlich mehr. Viele Kaffeehausbesitzer entdeckten das Cafétheater als Attraktion für ihre Gäste und auch die zunächst günstigen Eintrittspreise stiegen nun. Wurden anfangs eher unbekannte Autoren gespielt, kam es nun zum Einsatz von Werken anerkannter Autoren wie Beckett, Ionesco und Arrabal. Das Cafétheater hatte jedoch nie ein avantgardistisches Image, die Unterhaltung stand im Vordergrund. Ab 1971 wurden One-Man-Shows charakteristisch für die Theaterform – und vor allem auch One-Woman-Shows, wobei Frauen von Anfang prägend für das Cafétheater waren. 
In den späten 1970er Jahren kam es zu einer Institutionalisierung des Pariser Cafétheaters, die auch mit Krisen verbunden war. So gab es von staatlicher Seite Bestrebungen, das Cafétheater in das bestehende Theatersystem einzubinden. Es sollte steuerrechtlich nicht länger als „Ausschank mit Theater“, sondern als „Theater mit Ausschank“ gelten, wodurch die Besteuerung nicht mehr nur auf die Getränke beschränkt gewesen wären.
Heute gilt das café-théâtre in Paris als Institution und als Sprungbrett für junge Schauspieler.
Das Pariser Cafétheater fand bald Nachahmer in anderen Städten. In Wien begründeten Hilde Berger, Götz Fritsch und Dieter Haspel ein Cafétheater-Ensemble, das ab 1968 das Café Einfalt bespielte.

## Form
Typisch für Cafétheater sind kleine Bühnen und die Nähe zum Publikum. Die Pariser Cafétheater haben durchschnittlich zwischen 50 und 100 Sitzplätzen. Nur wenige haben mehr als 300 Sitzplätze. Dazu zählen etwa das Café de la Gare und Le Splendid, die zu den bekanntesten Pariser Cafétheatern gehören.
Die französischen Café-concerts gehen auf das 19. Jahrhundert zurück. Bei ihnen stehen in Abgrenzung zum Cafétheater nicht das Schauspiel, sondern Chanson- und Kabarett-Darbietungen im Vordergrund. Zu weiteren dem Cafétheatern verwandten Theaterformen zählen das Kellertheater, die Music Hall und die Singspielhalle.